# Starship Integrated Flight Test 3
Starship Integrated Flight Test 3 – trzeci test w locie rakiety nośnej Starship wyprodukowanej przez amerykańską firmę SpaceX. Lot odbył się 14 marca 2024 roku, a w jego trakcie wykorzystano booster Super Heavy o numerze 10 oraz statek kosmiczny Ship 28.
W trakcie misji po raz pierwszy udało się przeprowadzić uruchomienie silników Shipa 28, dzięki czemu osiągnął on docelową prędkość orbitalną. Ship 28 uległ zniszczeniu podczas ponownego wejścia w atmosferę.

## Tło

### Zmiany w stosunku do poprzedniego lotu
Po tym, jak drugi lot testowy w listopadzie 2023 r. zakończył się zniszczeniem zarówno rakiety nośnej Super Heavy, jak i statku kosmicznego Starship, wprowadzono 17 znaczących zmian w pojazdach, w tym modernizację statku poprzez wprowadzenie elektrycznego systemu sterowania wektorem ciągu (TVC) (rakieta nośna przeszła podobne modernizacje podczas drugiego lotu testowego ) i opóźnienie wypuszczania ciekłego tlenu (LOX) do momentu wyłączenia silnika statku kosmicznego Starship (SECO).
SpaceX zmodernizował orbitalny park zbiorników, dodając dodatkowe schładzacze i pompy w celu zwiększenia szybkości przepływu paliwa. Ponadto usunięto i zezłomowano dwa zbiorniki na wodę. Ze względu na erozję powodowaną przez silniki, do betonu u podstawy wieży startowej dodano płyty stalowe. Wcześniej bariery HESCO chroniące zbiorniki zastąpiono betonową ścianą.

### Rozwój przed lotem
Testy pojazdów lotu 3 rozpoczęły się niecały miesiąc po drugim locie testowym, a S28 i B10 przeszły osobne testy statyczne pod koniec grudnia 2023 r. FAA zamknęła dochodzenie w sprawie wypadku podczas drugiego lotu testowego 26 lutego 2024 r. W raporcie o wypadku SpaceX wskazało 17 działań naprawczych, z czego dziesięć dotyczyło górnego stopnia statku kosmicznego Starship, a siedem – rakiety nośnej Super Heavy. Booster 10 i Ship 28 przeszły próbę generalną na mokro (WDR) 3 marca 2024 r. 5 marca 2024 r. SpaceX ogłosiło, że planuje wystrzelenie rakiety 14 marca 2024 r., pod warunkiem uzyskania zgody od organów regulacyjnych. 13 marca 2024 roku FAA przyznała licencję na start.

## Przebieg lotu
Trzeci lot testowy statku kosmicznego Starship wystartował z bazy Starbase u wybrzeży południowego Teksasu około godziny 8:25 czasu środkowoamerykańskiego. Podobnie jak w przypadku drugiego lotu testowego, zarówno zapłon wszystkich 33 silników wspomagających, jak i rozdzielenie stopni zakończyły się powodzeniem. B10 przeprowadził spalanie wspomagające. Jednak 6 silników niespodziewanie zaczęło się wyłączać, co spowodowało przedwczesne wyłączenie silnika. Planowane wodowanie w Zatoce Meksykańskiej nie powiodło się z powodu awarii tych samych sześciu silników, które wcześniej zostały wyłączone, a w wyniku tego siedem silników, którym nakazano uruchomienie, pomyślnie osiągnęło zapłon. Po locie SpaceX poinformowało, że rakieta nośna została zniszczona na wysokości około 462 metry. Według SpaceX przyczyną tych awarii było zablokowanie filtra ciekłego tlenu doprowadzanego do silników. Podobny problem wystąpił podczas drugiego lotu testowego, dzięki któremu Booster 10 otrzymał ulepszony system filtrowania.
Statek kosmiczny Starship sam dotarł do przestrzeni kosmicznej i osiągnął zamierzoną prędkość orbitalną. Następnie przeprowadzono szereg testów po wyłączeniu silnika, w tym udaną demonstrację transferu paliwa i test dozownika ładunku. Statek podjął próbę ponownego wejścia w atmosferę nad Oceanem Indyjskim, zaś na wysokości około 65 km wszelkie dane telemetryczne z Shipa 28 zostały przerwane, co wskazywało na utratę statku.Według SpaceX, w Shipie 28 występowały nadmierne obroty, co powodowało „niestandardowe wejście”. Spowodowane było to zatkaniem zaworów odpowiedzialnych za kontrolę przechyłu statku kosmicznego.
| Czas      | Zdarzenie                                                            | 14 marca |
| --------- | -------------------------------------------------------------------- | --- |
| −01:15:00 | Dyrektor lotu SpaceX weryfikuje gotowość do załadunku paliwa         | Zgoda na tankowanie |
| −00:53:00 | Tankowanie utleniacza do statku kosmicznego Starship w toku          | Sukces |
| −00:51:00 | Tankowanie paliwa do statku kosmicznego Starship w toku              | Sukces |
| −00:42:00 | Tankowanie utleniacza do Super Heavy w toku                          | Sukces |
| −00:41:00 | Tankowanie paliwa do Super Heavy w toku                              | Sukces |
| −00:19:40 | Chłodzenie silników w Shipie i Super Heavy                           | Sukces |
| −00:03:30 | Koniec tankowania Starshipa                                          | Sukces |
| −00:02:50 | Koniec tankowania Super Heavy                                        | Sukces |
| −00:00:30 | Dyrektor lotu daje zezwolenie na start                               | Zgoda na start |
| −00:00:10 | Uruchomienie deflektora płomieni                                     | Sukces |
| −00:00:03 | Rozpoczęcie sekwencji zapłonu Super Heavy                            | Sukces |
| +00:00:02 | Odlot                                                                | Sukces |
| +00:00:52 | Max Q (moment maksymalnych naprężeń mechanicznych rakiety)           | Sukces |
| +00:02:44 | Uruchomienie silników drugiego stopnia co wywołuje separację stopni  | Sukces |
| +00:02:55 | Początek Wykonanie manewru boostback                                 | Sukces |
| +00:03:50 | Koniec manewru boostback                                             | Częściowa porażka 6 silników wyłączyło się z powodu zatkania filtra LOX, co spowodowało przedwczesne zakończenie spalania               |
| +00:06:36 | Pierwszy stopień prototypu osiąga prędkość poniżej prędkości dźwięku | - Później niż planowano z powodu odchylenia od nominalnej trajektorii spowodowanego przedwczesnym wyłączeniem boostbacku                |
| +00:06:46 | Uruchomienie silników do hamowania Super Heavy                       | Częściowa porażka Odpalono 2 z 13 silników                                                                                              |
| +00:07:04 | Wyłączenie silników do hamowania Super Heavy                         | Porażka Utrata telemetrii z boostera o godzinie T+6:59 na wysokości około 462 m                                                         |
| +00:08:35 | Wyłączenie silników w Starshipie (SECO)                              | Sukces |
| +00:11:56 | Otwarcie drzwi ładowni                                               | Sukces |
| +00:24:31 | Transfer paliwa                                                      | Sukces |
| +00:28:21 | Zamknięcie drzwi ładowni                                             | Sukces |
| +00:40:46 | Powtórne uruchomienie silników                                       | Pominięto z powodu utraty kontroli nad pojazdem                                                                                         |
| +00:49:05 | Wejście w atmosferę Shipa                                            | Zablokowany zawór spowodował utratę kontroli nad pojazdem i utratę danych telemetrycznych pojazdu o godzinie T+49:41 na wysokości 65 km |
| +01:02:16 | Osiągnięcie prędkość transsonicznej przez Shipa                      | – |
| +01:03:04 | Osiągnięcie prędkość subsonicznej przez Shipa                        | – |
| +01:04:39 | Ship uderza w wodę Oceanu Spokojnego                                 | – |

## Następstwa
Po starcie SpaceX potwierdziło, że Super Heavy został zniszczony na wysokości 462 m nad poziomem morza nad Zatoką Meksykańską. Status testu drzwi ładowni stał się jednym z tematów nieoficjalnych interpretacji lotu w serwisie YouTube i artykułach prasowych, ze względu na dostrzeżony na nagraniu z lotu dotyczący ich problem. W sprawozdaniu z lotu SpaceX stwierdziło, że test ładunku zakończył się sukcesem.
Gwynne Shotwell, prezes i dyrektor operacyjny SpaceX, powiedziała, że firma wciąż analizuje dane i zastanawia się, co poszło nie tak podczas trzeciego lotu testowego, ale czwarty lot testowy może się rozpocząć wkrótce, prawdopodobnie na początku maja.
Szef NASA Bill Nelson pochwalił SpaceX za „udany lot testowy”. Stwierdził również: „Dziś czynimy wielkie postępy dzięki Artemis, aby ludzkość mogła wrócić na Księżyc – a potem będziemy patrzeć w przyszłość, na Marsa”. Założyciel i dyrektor generalny SpaceX, Elon Musk, również pochwalił zespół i stwierdził, że „Starship zabierze ludzkość na Marsa”.
14 marca 2024 r. FAA ogłosiła, że doszło do wypadku z udziałem górnego i dolnego stopnia rakiety nośnej, co spowodowało wszczęcie dochodzenia prowadzonego przez SpaceX, nadzorowanego przez FAA. Zastępca administratora agencji ds. komercyjnego transportu kosmicznego, Kelvin Coleman, powiedział 18 marca, że nie przewiduje żadnych poważnych problemów, które mogłyby opóźnić śledztwo. Ponadto mówiło się o tym, że FAA zacznie wydawać „portfolio startów”, autoryzujące wiele startów, a nie tylko jeden naraz, jako część szerszych wysiłków na rzecz usprawnienia procesu wydawania licencji na starty w odpowiedzi na krytykę ze strony SpaceX i Kongresu, że FAA zbyt wolno je zatwierdza. Kolejna licencja na start prawdopodobnie będzie wymagała modyfikacji, ale Coleman powiedział, że FAA będzie mogła najpierw przeprowadzić ocenę bezpieczeństwa publicznego, stwierdzając, że nie było żadnych usterek w krytycznych systemach bezpieczeństwa podczas marcowego startu, które mogłyby zagrozić bezpieczeństwu osób postronnych. Jeśli tak, „umożliwiłoby to oddzielenie dochodzenia w sprawie wypadku od modyfikacji licencji, co oznacza, że moglibyśmy przeprowadzić modyfikację licencji w trakcie trwania dochodzenia w sprawie wypadku”. Jednak oba te elementy są nadal potrzebne do udzielenia licencji na start.
5 kwietnia SpaceX zwróciło się do FAA z prośbą o uznanie, że trzecia nieszczęśliwa katastrofa podczas lotu testowego nie stanowi zagrożenia dla bezpieczeństwa publicznego. 11 maja założyciel i dyrektor generalny SpaceX Elon Musk oświadczył, że start czwartego statku kosmicznego Starship może nastąpić w ciągu 3–5 tygodni, przesuwając datę na początek–połowę czerwca. Śledztwo FAA i wydanie licencji na start pozostają w toku. 17 maja FAA wydała oświadczenie, w którym stwierdziła, że jeśli FAA uzna, że wypadek nie miał wpływu na bezpieczeństwo publiczne, SpaceX będzie mogło wznowić loty, a dochodzenie w sprawie trzeciego lotu testowego pozostanie otwarte, pod warunkiem spełnienia wszystkich pozostałych wymagań licencyjnych. Oświadczenie to nie oznacza, że SpaceX otrzymało licencję na start.
24 maja SpaceX opublikował wpis na blogu, w którym przedstawił wyniki trzeciego lotu. Według SpaceX, podczas spalania paliwa w fazie boostback, 6 silników zaczęło się wyłączać, co spowodowało przedwczesne zakończenie manewru boostback. Pojazd uniemożliwił tym silnikom wykonanie spalania przy lądowaniu, w wyniku czego pozostało tylko 7 silników. Dwóm silnikom udało się pomyślnie odpalić. Ciąg pojazdu był mniejszy niż oczekiwano, a pojazd eksplodował na wysokości 462 metrów. Prawdopodobną przyczyną wyłączenia turbosprężarki było zatkanie filtra wlotu ciekłego tlenu, co doprowadziło do spadku ciśnienia w turbopompach tlenowych. Według SpaceX kilka minut po wyłączeniu silników statku (SECO) zawory sterujące silnikami sterującymi przechyleniem uległy zatkaniu. Uniemożliwiło to przeprowadzenie testu ponownego odpalenia silników Raptor podczas lotu. W wyniku nieplanowanego kołysania się statku obciążenie cieplne było znacznie większe zarówno w częściach nieosłoniętych, jak i pokrytych płytkami.
Aby zaradzić tym problemom, SpaceX wprowadziło zmiany sprzętowe w zbiorniku ciekłego tlenu rakiety nośnej, mające na celu usprawnienie filtracji paliwa. SpaceX dodało także na statku więcej silników sterujących przechyleniem, aby zapewnić redundancję. Dodatkowo wprowadzono zmiany sprzętowe i programowe mające na celu poprawę niezawodności uruchamiania Raptora.